# Ligne d'Avignon à Miramas
La ligne d'Avignon à Miramas est une ligne ferroviaire française, qui relie Avignon (Vaucluse) à Miramas (Bouches-du-Rhône), en passant par L'Isle-sur-la-Sorgue, Cavaillon et Salon-de-Provence. Les communes d'Avignon et de Miramas étant également reliées par la ligne classique de Paris à Marseille (via Arles), cette ligne constitue donc un « itinéraire bis » desservi par des trains régionaux de voyageurs organisés par le conseil régional de Provence-Alpes-Côte d'Azur. Elle supporte également un trafic fret important, ce qui évite la saturation de l'itinéraire par Arles.
Elle constitue la ligne no 925 000 du réseau ferré national.

## Situation
La ligne est située à l'ouest de la région Provence-Alpes-Côte d'Azur et dessert les deux départements de Vaucluse et des Bouches-du-Rhône. À la sortie d'Avignon, celle-ci poursuit tout d'abord vers l'est jusqu'au Thor et l'Isle-sur-la-Sorgue avant de redescendre jusqu'à Cavaillon. Elle traverse ensuite la Durance et continue en direction du sud jusqu'à Salon-de-Provence puis Miramas. Elle traverse ainsi les Préalpes du sud, entre les Alpilles et le Luberon.

## Histoire
Les communes d'Avignon et Miramas sont reliées entre elles par la ligne classique Paris-Marseille depuis 1849, alors exploitée sur ce tronçon par la Compagnie du chemin de fer de Marseille à Avignon. Mais ayant été finalement décidé que cette ligne longerait le Rhône jusqu'à Arles avant de d'obliquer vers l'est jusqu'à Miramas et Marseille, les communes de Cavaillon et de Salon notamment restaient donc en retrait de l'avancée ferroviaire.
La décision de créer une sorte de ligne « annexe » à celle de Paris à Marseille pour desservir ces communes n’est prise que plusieurs années plus tard.
À la suite de la déconfiture financière de la Compagnie du chemin de fer Grand-Central de France, son démantèlement est organisé en 1857 au profit de la Compagnie du chemin de fer de Paris à Orléans et de la constitution de la Compagnie des chemins de fer de Paris à Lyon et à la Méditerranée. Cette dernière compagnie se voit octroyer, entre autres, la concession à titre éventuel d'une ligne « d'Avignon à Gap avec embranchement, d'une part sur Aix, et d'autre part, sur Miramas, par Salon » lors de sa création par la convention signée le 11 avril 1857 entre le ministre des Travaux publics et les Compagnie du chemin de fer de Paris à Lyon et Compagnie du chemin de fer de Lyon à la Méditerranée. Cette convention est approuvée par décret le 19 juin 1857.
La ligne d'Avignon à Miramas a été déclarée d'utilité publique un décret impérial le 25 août 1861.
La ligne entre Salon et Miramas est concédée à la Compagnie des chemins de fer de Paris à Lyon et à la Méditerranée par une convention signée entre le ministre de l'Agriculture, du Commerce et des travaux publics et la compagnie le 18 juillet 1868. Cette ligne vient se substituer à la « section de Salon à la ligne de Aix à Arles, près Rognac », concédée à titre éventuelle par une précédente convention du 1er mai 1863 approuvée par décret du 11 juin 1863 (qui venait se substituer à la section de Salon à Miramas concédée par la convention approuvée le 19 juin 1857). La convention du 18 juillet 1868 est approuvée par un décret le 28 avril 1869.
L'ouverture de la nouvelle ligne s'effectue en trois étapes réparties sur cinq années :
- d’Avignon à Cavaillon, le 29 décembre 1868[9] ;
- de Cavaillon à Cheval-Blanc, le 25 novembre 1872 ;
- de Cheval-Blanc à Miramas, le 28 mai 1873.

Celle-ci devient donc entièrement opérationnelle et commercialement exploitable à partir de cette dernière année.
En avril 1881, des signaux à cloche sont installés entre les gares d'Avignon et de Cavaillon.
La deuxième voie est installée, au cours de l'année 1900, entre les gares d'Avignon et de Miramas.
La ligne est cédée à la SNCF lors de sa création en 1938 puis à RFF bien que la SNCF en conserve partiellement l'exploitation. Elle est complètement électrifiée le 20 septembre 1977.

## Caractéristiques techniques
La ligne d'Avignon à Miramas est une ligne à double voie longue de 68 kilomètres. Elle possède une signalisation de type Block automatique lumineux (BAL). La vitesse maximum des trains est comprise entre 110 et 130 km/h.
Elle est électrifiée en 1 500 V continu. L'alimentation électrique est assurée par 3 sous stations : Le Thor, Le Camp et Les Aubes.

## Fréquentation
D'après les données 2018 de la SNCF, les gares les plus fréquentées de la ligne sont celles d'Avignon-Centre (environ 2 millions de voyageurs annuels) et de Miramas (environ 600 000) ; également situées sur d'autres lignes, elles sont des gares de correspondances et bénéficient en outre d'une desserte TGV. Parmi les gares intermédiaires de cette ligne (uniquement desservies par des TER), les plus fréquentées sont celles de Salon (environ 213 000), Cavaillon (environ 170 000) et L'Isle - Fontaine-de-Vaucluse (environ 140 000). Aucune des autres gares ne reçoit plus de 100 000 voyageurs ; la moins fréquentée est celle de Gadagne (8 514).
Le trafic y est pendulaire, vers les bassins d'emploi et d'enseignement locaux, ainsi que touristique, particulièrement en saison estivale[réf. nécessaire].